# Glamour Kills
Glamour Kills je oděvní firma z USA. Jejím sídlem je Beacon nedaleko New Yorku. Společnost byla založena v roce 2005 Markem Capicotto. Poprvé se představila na Bamboozle festivalu v roce 2005. Jejich designy jsou tištěny na oblečení značky American Apparel vyráběné v Los Angeles. Glamour Kills prodává především prostřednictvím internetového obchodu, v síti obchodů Zumiez a na festivalech Vans Warped Tour a Bamboozle.

## Glamour Kills v Česku
Od roku 2007 se oblečení Glamour Kills oficiálně prodává i v České republice a na Slovensku.

## Sponzoring
Firma Glamour Kills sponzoruje desítky kapel.[zdroj?]